# Breznay Pál
Breznay Pál (Gálszécs, 1797. június 13. (keresztelés) – Máramarossziget, 1839) református lelkész, líceumi tanár.

## Élete
Atyja Breznay István protestáns lelkész volt, anyja Vanitsek Anna. Tanulmányait 1815-től Sárospatakon végezte; miközben az 1822–1823. iskolai évet, mint teológus, a német nyelv kedvéért a vezetésére bizott növendékekkel együtt Késmárkon töltötte. A következő évben visszatért Sárospatakra, hol az első, majd a második gymnasiumi osztály köztanítója volt. A bécsi protestáns theologiai intézetben folytatta tanulását, midőn 1825 végén a máramarosszigeti református lyceumhoz hívták meg theologiatanárnak; tanította még a latin és görög irodalmat és természettant és lelkésszé is fölavattatta magát.

## Munkái
- A keresztyén eklézsiának historiája. Kolozsvár, 1836. Online

Beszéde megjelent az Erd. Préd. Tárában (1839. IX.)